# كهوانك (كوهباية الغربي)
كهوانك (بالفارسية: کهوانک) هي قرية تقع في إيران في قسم کوهبایة الغربي الریفي. يقدر عدد سكانها بـ 22 نسمة .